# Турфанська улоговина
Турфанська улоговина (кит.: 吐魯番盆地, Піньїнь: Tǔlǔfán Péndì, Уйгурською: تۇرپان ئويمانلىغى, Turpan Oymanliği) — тектонічна низовина, що знаходиться довкола та на південь міста-оази Турфан в Сіньцзян-Уйгурському автономному районі на північному заході Китаю, у відрогах Східного Тянь-Шаню.

## Загальний опис
Довжина близько 200 км, ширина близько 70 км, максимальна глибина становить -154 м від рівня моря (найглибша в Центральній Азії). Площа близько 50 000 кв.км. Складена переважно піщано-глинистими відкладеннями мезозойського і кайнозойського часу. На дні — обширний солончак з ефемерним гірко-солоним озером Айдинкуль.

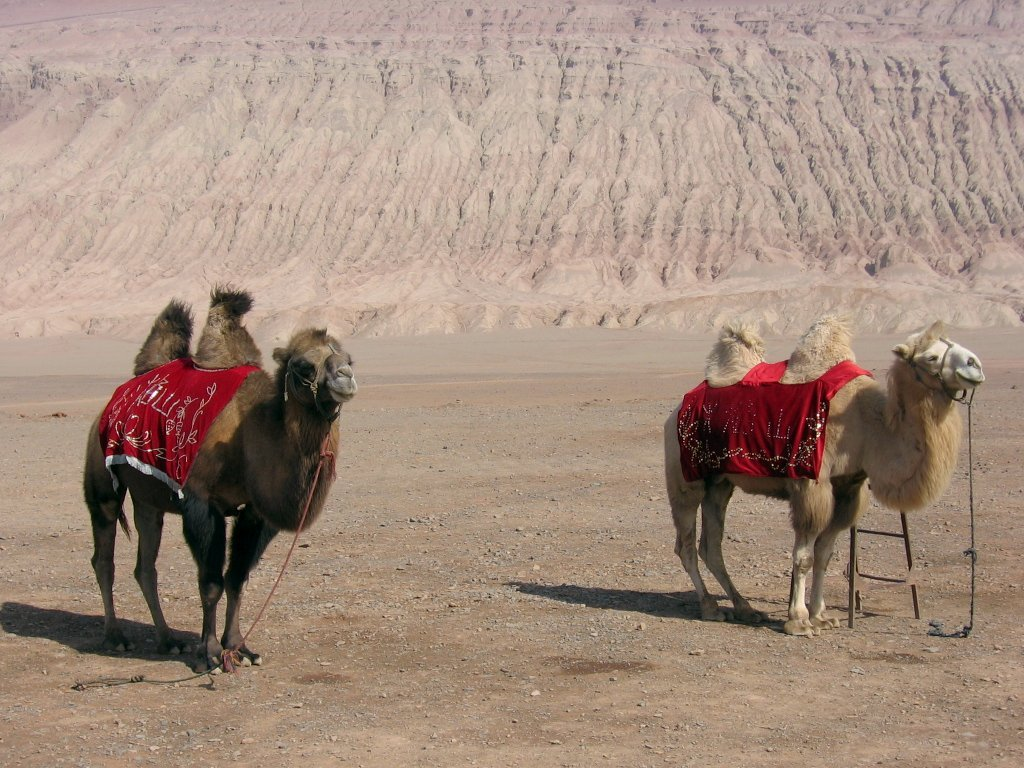
Бактріани на тлі Палаючих гір

Оточена гірськими масивами: центральний Тянь-Шань на заході та Богдо-Ула на півночі, що переходить у Карликтаг на північному сході відділяють западину від Джунгарської рівнини. На південь — гори Куруктаг, за якими Таримська улоговина. На схід — Хамійська западина.
Клімат різко континентальний, зі спекотним літом (середня температура липня — 33 °C, максимальна — 47,6 °С) і холодною зимою (середня температура січня — 9,6 °С, мінімальна -2,2 °С). Опадів близько 20 мм на рік. Рослинність тільки по річищах тимчасових водотоків (селітрянка, верблюжа колючка тощо). Оази з кяризним зрошуванням. Річка — Тарим.
З європейців вперше описана російським географом Г. Ю. Грумм-Гржимайло в 1889.